# Mystus armatus
Mystus armatus (Мистус довговусий) — вид риб з роду Mystus родини Bagridae ряду сомоподібні.

## Опис
Загальна довжина сягає 14,5 см. Самець стрункіший за самицю. Голова коротка і масивна. Очі помірно великі, прикриті наростами. Рот доволі широкий. Є 4 пари доволі довгих вусів, що доходять до хвостового стебла. Тулуб видовжений та кремезний в області черева та спинного плавця. Спинний плавець високий з низьким жорстким променем. Грудні плавці маленькі. Черевні плавці невеличкі з шипом. Жировий плавець відносно довгий. Анальний плавець помірно довгий. Хвостовий плавець сильно роздвоєно, лопаті видовжено.
Забарвлення бронзове з зеленуватим відливом, на кінці хвостового стебла є чорна пляма. Черево — світліше. Плавці є червонувато-бурі. Вуса — чорні.

## Спосіб життя
Є демерсальною рибою. Воліє до прісної, чорної води. Зустрічається у струмках зі швидкою течією та піщано-кам'янистим ґрунтом. Вдень ховається серед каміння. Живиться дрібними ракоподібними, невеличкою рибою.

## Розповсюдження
Мешкає у водоймах Індії, Бангладеш, деякий районах південної М'янми.